# Mind Control (Canibus)
Mind Control è il sesto album del rapper statunitense Canibus, pubblicato nel 2005 da Gladiator Records e Tommy Boy Records.

## Descrizione
| Recensione | Giudizio |
| ---------- | -------- |
| AllMusic   | positivo |
| RapReviews | [ 2 ]    |

Il materiale del disco è registrato nel 2001: riprende canzoni già pubblicate, trapelate su internet e/o inserite in altri album e mixtape dell'artista ed è pubblicato per questioni contrattuali con la Gladiator Records, etichetta fondata all'epoca da Canibus e da Ricky Lee. Le note di copertina, che riportano il logo della Tommy Boy, non dissipano i dubbi sul come e sul perché l'album sia stato assemblato e prodotto.

## Tracce
1. 33 3's – 2:12
2. Canibus Man – 4:46
3. Atlanta – 5:35
4. Gybaotic – 5:15
5. In the Rain – 4:21
6. Mind Control – 4:13
7. Last Laugh – 5:16
8. Not 4 Play (featuring Kurupt) – 4:11
9. Stupid Producers – 3:43
10. Talk the Talk – 3:35
11. Nobody – 3:21

## Classifiche settimanali
| Classifica (2005)         | Posizione massima |
| ------------------------- | ----------------- |
| US Top R&B/Hip-Hop Albums | 79                |